# Huntingdon
Huntingdon (pronunciat /hʌntiŋdən/) és un municipi del Regne Unit, que pertany al comtat de Cambridgeshire i és la capital del comtat cerimonial de Huntingdonshire. Aquesta ciutat és coneguda per ser el lloc de naixement del polític i governant Oliver Cromwell.

## Geografia

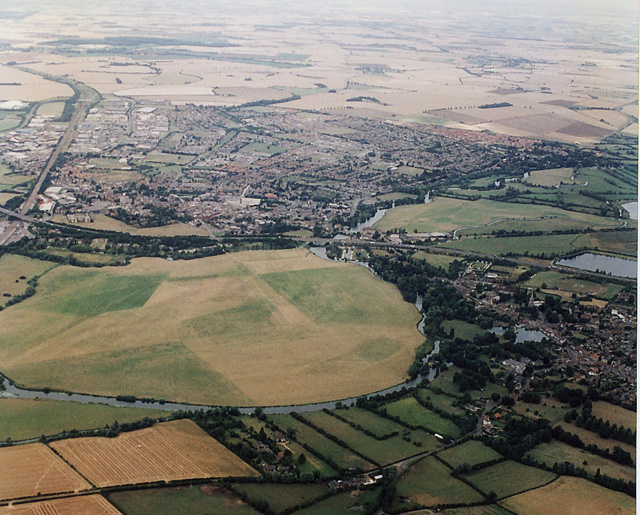
Vista aèria de Huntingdon.

Huntingdon està a la riba nord del riu Gran Ouse, a l'altra banda del riu està la ciutat de Godmanchester, a l'est està el poble de Saint Ives i a l'oest Brampton. El territori municipal de Huntingdon comprèn el llogaret de Hartford, que abans era un municipi, i tres àrees de desenvolupament vers el nord i l'oest: Oxmoor, Stukeley Meadows i Hinchingbrooke.
Entre Godmanchester, Huntingdon i Brampton hi ha una gran praderia anomenada Portholme Meadow, que ocupa uns 257 acres (1 km²) i que conté moltes espècies d'herba rara com la Taraxacum palustre, flors i anisòpters. De fet, l'únic lloc de la Gran Bretanya on es pot trobar la Taraxacum palustre és aquí. El prat s'inunda quan hi ha crescudes del riu, cosa que fa de protecció de Huntingdon i els altres llocs habitats. De vegades també s'ha fet servir com a hipòdrom improvisat per entrenar cavalls i també s'ha fet servir com a pista d'aterratge d'avions.
El 1746, els botànics Wood & Ingram, veïns de Brampton, van crear en aquestes terres una nova espècie d'om, un híbrid de la varietat Ulmus × hollandica, que van anomenar "Om de Huntingdon". Després van criar aquesta varietat per a vendre-la i la van trasplantar a jardins de tot el país.

## Història
Segons s'interpreta del seu nom, antigament hi devia haver un bosc on es practicava la cacera i apareix escrit a la Crònica anglosaxona amb la forma Huntandene, mentre que el Domesday Book està escrit Huntedone.

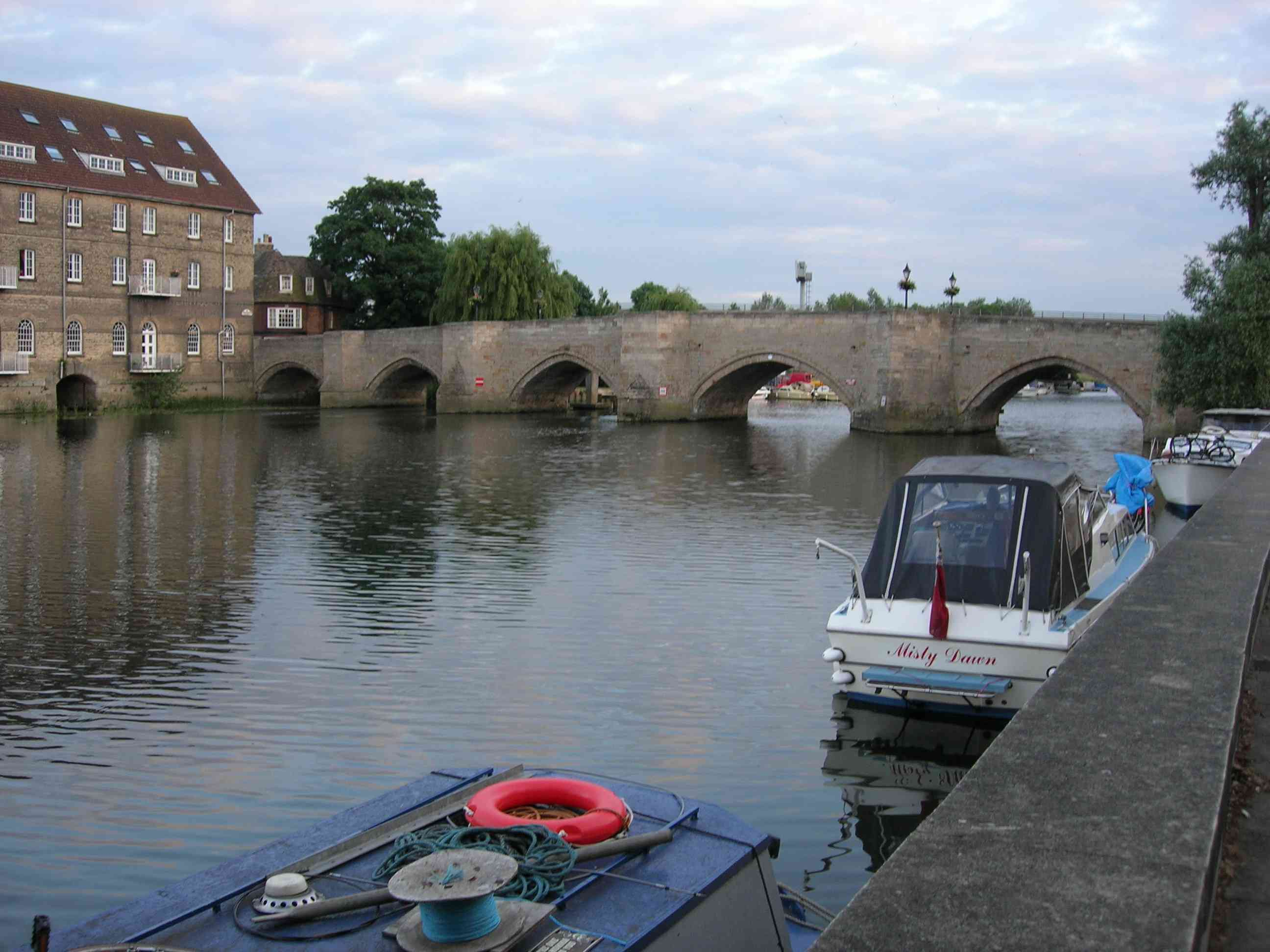
Pont sobre el riu

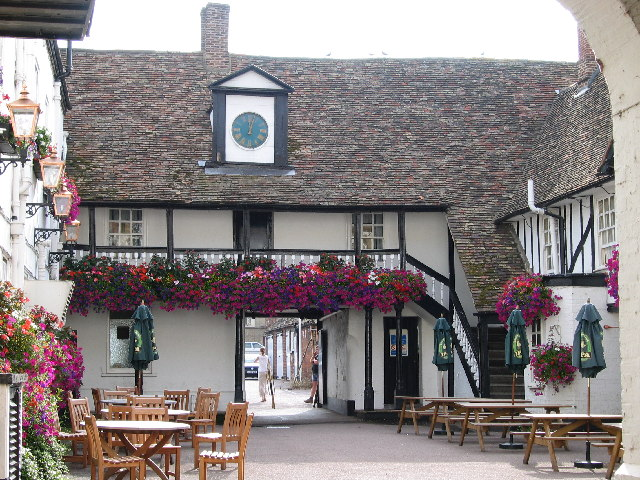
Pati de l'hotel George.

Huntingdon va ser fundada pels anglosaxons i poc després va ser ocupada pels danesos, que la van fer servir de punt de partida per als seus atacs a la resta de la contrada. L'any 917, els danesos van traslladar a seva base a Tempsford, abans de ser derrotats per Eduard el Vell. Després van venir temps de prosperitat i va esdevenir una ciutat amb fira de mercat que, durant els segles xviii i xix era coneguda per ser un lloc de descans per les bèsties dels carruatges dels qui viatjaven per aquesta zona, i pel seu hotel The George Hotel. La ciutat conserva un pont d'època medieval que formava part de la ruta principal pel riu Gran Ouse, l'anomenada Ermine Street una antiga via romana que enllaçava Londinium (Londres) amb Lindum Colonia (Lincoln) i Eboracum (York), encara en ús. El pont va deixar de ser l'únic punt de creuament en direcció a Godmanchester quan el 1975 es va construir el pas elevat de la carretera A14.
Al segle X Eduard el Confessor va crear el títol de comte de Huntingdon per honorar a Bjorn Eastrithson, cosí de Harold Godwinson.
L'any 1205, Huntingdon va rebre una carta de privilegis reial que li concedia l'estatus de borough. La seva important posició com a ciutat mercat estava defensada per un castell, el castell de Huntingdon, que actualment està destruït però el lloc està catalogat com a espai-monument i es fa servir per commemorar el 400 aniversari del naufragi de l'Armada Invencible.

## Fills il·lustres
- Oliver Cromwell (1599 - 1658) polític i militar[12]

## Clima
L'estació meteorològica més propera és el de la RAF Wyton, a 3 milles (5 km) al nord-est del centre de la ciutat i, més recentment, també es fan servir les dades de la de Monks Wood, a 5 milles (8 km) al nord-oest.
Com a la resta de les illes britàniques, el clima a Huntingdon és humit però lliure de temperatures extremes, amb pluges repartides al llarg de tot l'any.
La temperatura màxima enregistrada a RAF Wyton va ser de 35.4 °C (95.7 °F) durant l'agost 1990, mentre que la màxima a Monks Wood només va arribar als 35.1 °C (95.2 °F) en e juliol del 2006. La temperatura mitjana típica a l'estiu és de 29.7 °C (85.5 °F), i durant 16 dies a l'any es manté en 25.1 °C (77.2 °F) o és inferior.
Normalment es detecten unes 43.2 nits l'any de gebrada. La temperatura mínima enregistrada a RAF Wyton (des del 1960) va ser de −16.1 °C (3.0 °F) el gener del 1982. De mitjana les temperatures mínimes nocturnes baixen fins a −7.7 °C (18.1 °F).
Amb precipitacions per sota dels 550 mm l'any, Huntingdon és l'àrea més seca del Regne Unit: 103,4 dies de mitjana amb un mínim 1 mm d'aigua de pluja. Totes les xifres esmentades es refereixen al període 1971–2000.

## Economia
Antigament era coneguda per la producció de formatges. Per ser capital d'un comtat cerimonial té alguns edificis administratius i llocs de treball en el sector de serveis. A la ciutat hi ha una zona de negocis anomenada Hinchinbrooke Business Park amb diversos magatzems i oficines. Però el que dona més vida a la ciutat és el seu hipòdrom que encara que porta el nom d'aquesta ciutat està parcialment en territori de Brampton i pertany administrativament a la ciutat veïna.
A unes 4 milles (6 km) del centre hi ha una base militar, la 3 RAF.

## Demografia
En el període entre el 1801 i el 1901, l'actual municipi de Huntingdon consistia en quatre parròquies civils: Huntingdon All Saints, Huntingdon St Benedict, Huntingdon St John i Huntingdon St Mary i els estudis censals recollien les dades per separat. Si efectuem la suma de totes elles podem determinar que la xifra més baixa va ser l'any 1801 amb 2.368 habitants i la més alta el 1891 amb 4.735.
Des del 1901, el cens es va realitzar conjuntament, amb l'excepció de l'any 1941 que, a conseqüència de la guerra no es va fer cens. Els censos dels anys 1961 i 1971, també presenten una anomalia, ja que es van ajuntar les dades de Huntingdon i les de Godmanchester.
|            | 1911  | 1921  | 1931  | 1951  | 1961 | 1971 | 1981   | 1991   | 2001   | 2011   |
| ---------- | ----- | ----- | ----- | ----- | ---- | ---- | ------ | ------ | ------ | ------ |
| Huntingdon | 4.464 | 4.644 | 4.570 | 5.282 |      |      | 14.648 | 15.451 | 20.099 | 23.732 |

## Llocs d'interès

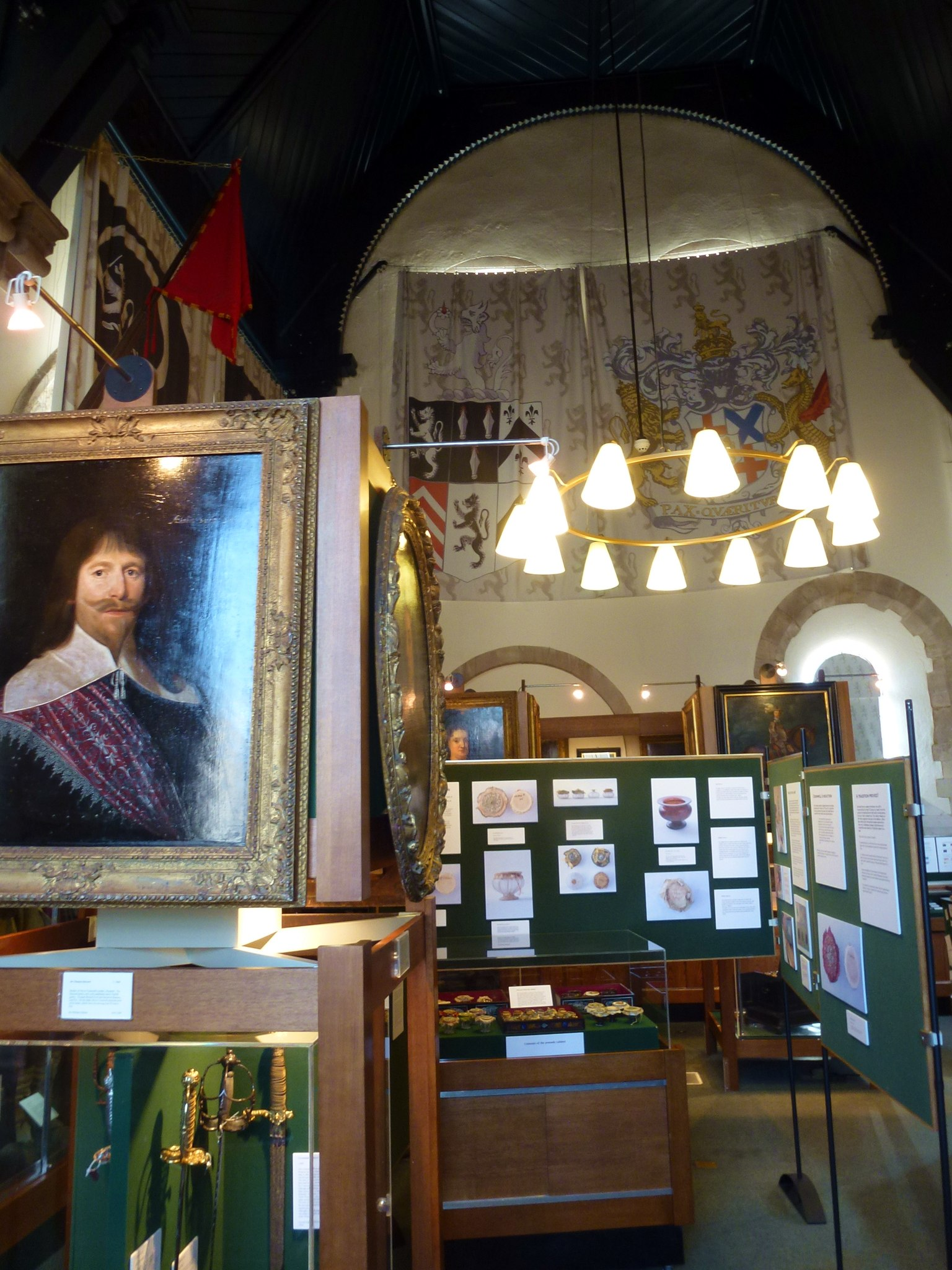
Interior del museu Cromwell de Huntingdon.

- L'hotel George, que va ser una antiga casa de posta, on sojornava el correu o els viatgers de les diligències. Es va inaugurar el 1574 i li van posar aquest nom en honor de sant Jordi. Uns vint-i-cinc anys després el va comprar Henry Cromwell, avi d'Oliver Cromwell i terratinent de Huntingdon.[24] Els partidaris del rei Carles I van fer d'aquesta posada el seu quarter general l'any 1645.[25] Posteriorment, es diu que la va visitar el bandoler Dick Turpin quan anava a robar als viatgers de la gran ruta del nord que hi feien parada. A mitjan segle xix un incendi va cremar dues ales de l'edifici, però en resten les altres dues on estava el balcó amb vistes al pati. Des del 1959 el lloc ha esdevingut un teatre a l'estil tradicional on es representen obres de William Shakespeare.[26]

- El museu Cromwell, situat en una antic hospital medieval, un edifici que també va ser escola i on es va educar el famós polític.

- Hinchingbrooke House una casa construïda sobre un antic convent.[27] Segons la llegenda hi va haver una monja que era estimada per un dels monjos del monestir del costat i tots dos es trobaven d'amagat al pont que hi ha entre ambdós edificis, però van ser descoberts i condemnats a mort. Des de llavors es diu que al pont s'apareix el seu espectre.

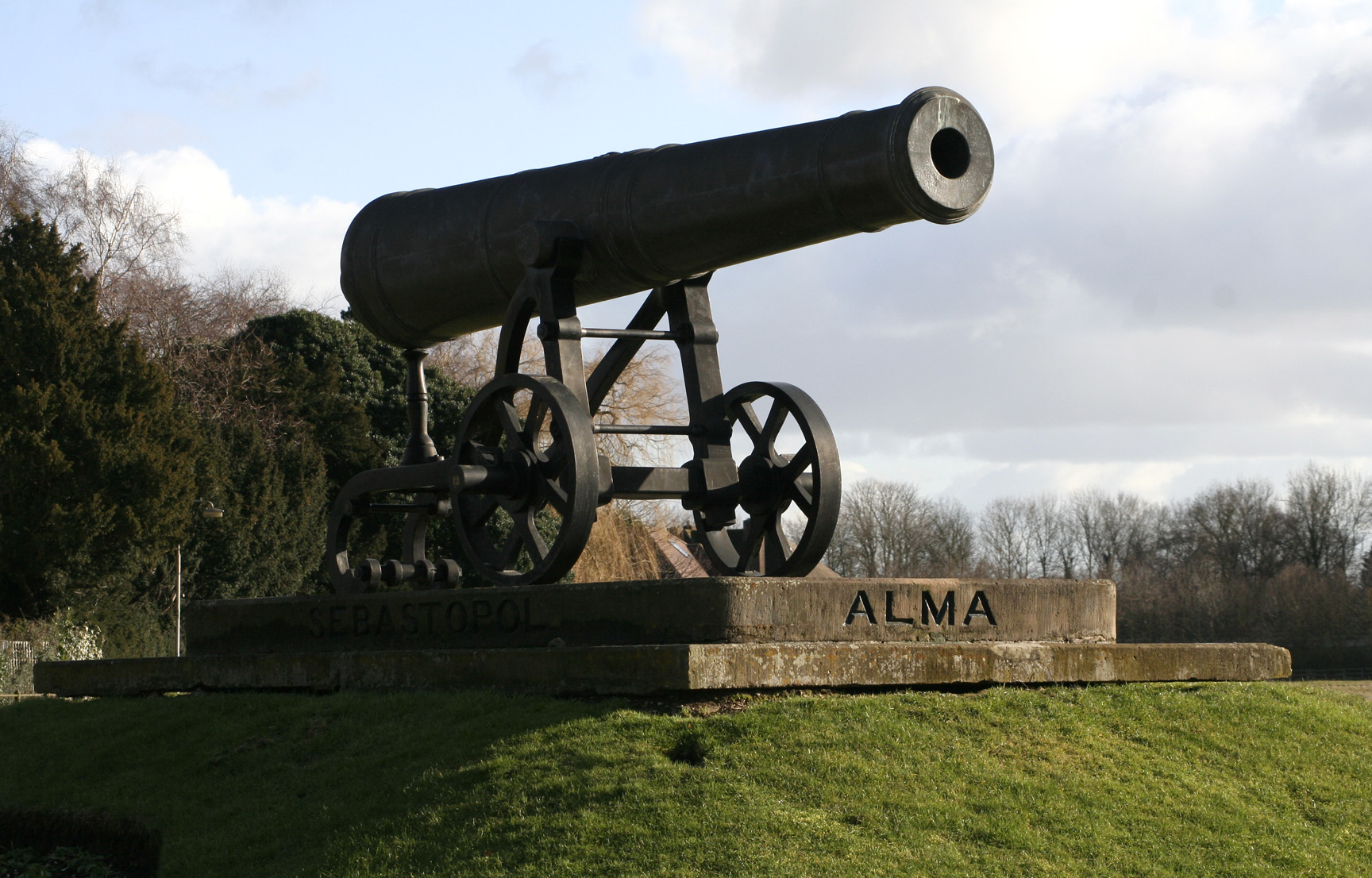
El canó de Huntingdon

A Huntingdon es conservava un canó procedent de la guerra de Crimea, actualment substituït per una rèplica, i que es va aprofitat encara durant la segona guerra mundial. La còpia està entre l'estació de ferrocarril i l'antic hospital, però col·locat en direcció contrària a l'original.
- L'església de Tots els Sants.

## Agermanaments
Huntingdon té relacions d'agermanament amb:
- Selon (França)
- Szentendre (Hongria)
- Wertheim am Main (Alemanya)